# 黄金の月 (スガシカオの曲)
「黄金の月」（おうごんのつき）は、スガシカオの2枚目のシングル。1997年5月28日発売。

## 収録曲
（全作詞・作曲・編曲：スガシカオ）
1. SWEET BABY, Half
  - BS2『真夜中の王国』オープニングテーマ
  - 二曲目の「黄金の月」には、メドレーで入るようになっている。
2. 黄金の月
  - フジテレビ系アニメ『ハチミツとクローバー』挿入歌
3. これから むかえにいくよ
  - アルバム「4Flusher」のボーナスディスクに、ジャズ風アレンジで演奏されたライブバージョンが収録されている。

## 収録アルバム
- Clover (#1,2、#1はFull Size)
- Sugarless (#3)
- ALL SINGLES BEST (#2)
- BEST HIT!! SUGA SHIKAO -1997〜2002- (#1,2,3、#1はFull Size)

## カバー
黄金の月
- つじあやの（2004年、アルバム『COVER GIRL』に収録）